# Воскресенское (Рузский городской округ)
Воскресенское — деревня в Рузском районе Московской области, входящая в состав сельского поселения Старорузское. Население — 55 жителей на 2006 год. До 2006 года Воскресенское входило в состав Комлевского сельского округа. В деревне действует церковь Воскресения Словущего 1792 года постройки (на месте более старой).
Деревня расположена в западной части района, примерно в 8 км к западу от Рузы, на реке Пальна у впадения правого притока Шепеловка, высота центра деревни над уровнем моря 181 м. Ближайшие населённые пункты — Новая в 0,5 км южнее и Алёшино в 1,5 км на юго-запад.